# Ma petite chatte
Chansons représentant la Belgique au Concours Eurovision de la chanson
Straatdeuntje
(1957) Hou toch van mij
(1959)
Ma petite chatte est une chanson interprétée par le chanteur belge Fud Leclerc pour représenter la Belgique au Concours Eurovision de la chanson 1958 qui se déroulait à Hilversum, aux Pays-Bas.

## Thème de la chanson
La chanson est à propos de Leclerc qui se promène dans une ville et trouvant (et finalement mariant) la fille de ses rêves.

## À l'Eurovision
Elle est interprétée en français, une des langues nationales, comme le veut la coutume avant 1966. L'orchestre est dirigé par Dolf van der Linden.
Il s'agit de la septième chanson interprétée lors de la soirée, après Jeg rev et blad ud af min dagbog de Raquel Rastenni qui représentait le Danemark et avant Für zwei Groschen Musik de Margot Hielscher qui représentait l'Allemagne. À l'issue du vote, elle a obtenu 8 points, se classant 5e sur 10 chansons,.